# The Berzerker
I The Berzerker sono stati una band di metal estremo di Melbourne, città del sud-est dell'Australia. La musica del gruppo, fortemente influenzata da altre band death metal e soprattutto grindcore, può essere definita come una fusione di death metal, industrial e speedcore con alcuni elementi gabber e techno. Il frontman Luke Kenny descriveva lo stile della band come "industrial death metal". I batteristi del gruppo non usavano una batteria, ma una Roland TR-909 distorta.
I Berzerker hanno pubblicato cinque album in studio: The Berzerker (2000), Dissimulate (2002), World of Lies (2005), Animosity (2007) e The Reawakening (2008), tutti pubblicati dalla Earache Records eccetto l'ultimo, pubblicato dall'etichetta della band. Nei primi periodi della loro carriera, e anche nelle apparizioni sul palco, i membri della band erano identificati solo come The Vocalist, The Guitarist, The Bassist e The Drummer, ed erano soliti indossare delle maschere horror.

## Storia del gruppo

### Gli esordi e il primo album (1995-2000)
I Berzerker inizialmente hanno catturato l'attenzione del pubblico del mondo metal attraverso l'azzeccato remissaggio delle canzoni delle death metal band Deicide e Morbid Angel. La Earache Records ha proposto il contratto, che allora consisteva solamente in un contratto individuale di Luke Kenny come DJ. Kenny era stato in passato un batterista in varie band di Melbourne, inclusa una band death metal chiamata Mystic Insight, ma dopo un serio incidente automobilistico è stato costretto a smettere di suonare.
Il sito della Earache Records dichiarava che l'album avrebbe dovuto essere registrato al Devin Townsend's Vancouver studio con il contributo di artisti affermati nel panorama del death metal come David Vincent (Morbid Angel), Kevin Sharp (Brutal Truth, Damaged), Dan Lilker (Brutal Truth, Nuclear Assault) e Jed Simon (Strapping Young Lad, Zimmer's Hole).
Dopo alcune controversie e problemi di denaro, Kenny è ritornato in Australia e ha iniziato a lavorare al progetto insieme al suo amico Sam Bean, che ha registrato le parti di chitarra e i vocals aggiuntivi. 
Un altro Sam ha registrato ulteriori vocals, ma nei credits dell'album figura come Toby (per via dell'anzianità).
Sono stati ingaggiati anche due chitarristi di una band metal locale, i The Wolves, Jason e Ed Lacey, e dopo una lunghissima e problematica preproduzione e successiva registrazione, il primo omonimo album ufficiale della band è stato finalmente ultimato.
L'album ricevette numerosi apprezzamenti dalle riviste metal underground, tanto che la band venne paragonata ai Napalm Death e agli Strapping Young Lad.  Le maschere grottesche e le potenti performance live hanno fatto una buona pubblicità al gruppo. Sono stati successivamente girati i video di "Reality" e "Forever" ma non hanno goduto di una vasta messa in onda per via dei temi trattati e delle immagini forti.

### Il secondo album e il DVD (2001-2004)
I The Berzerker hanno iniziato il loro terzo tour intero negli USA dopo avere partecipato a poco più di una dozzina di spettacoli, in tour con altre band come Dying Fetus, Gorguts e Skinless. Anche se gli show guadagnarono molti consensi, la band non ha lavorato attraverso i rigori del tour come una unità alla fine del tour con i musicisti di sessione, gli Alarum provenienti da Melbourne, ora separati. Per alcuni mesi sembrava dubbio che i Berzerker sarebbero durati a lungo. Vi sarebbero state costanti tappe in ogni fase del tour e di qualsiasi slancio acquisito è stata ora persa con l'apertura del Live Act. Tuttavia, l'arrivo di due membri sostitutivi ha portato alla band una nuova vita: il batterista Gary Thomas da Perth, Australia, della band Plague e il chitarrista Matt Wilcock di Melbourne, della band death metal Abramelin.
Con l'arrivo di questi nuovi membri, i Berzerker impostarono la registrazione del loro successivo album Dissimulate. La canzone No One Wins è stata anche pubblicata come video. Si è affermato che la parte di batteria di Thomas di questo brano è stata considerata per la presentazione al Guinness Book of Records come drumming più veloce, mentre la band ha smentito in quanto tale i fan che facevano circolare voci riguardo a tale cosa, ed è stato incluso in comunicati stampa ufficiali al momento. Intorno a questo periodo il logo drago della band è stato rifatto dal designer Ivan-Kenny Sumiga.
Dopo aver percorso l'Australia, i Berzerker andarono in tour negli Stati Uniti con Immolation, Vader e Origin, poi in Regno Unito per un tour da headliner con Leonardo Genteamable, Insision e i Red Harvest. La band continuò il proprio tour negli Stati Uniti dopo una breve pausa natalizia e fece tutto esaurito con Nile, Napalm Death, Strapping Young Lad e Dark Tranquillity.
il leader Luke Kenny decise di utilizzare tutto il materiale girato durante i concerti e produsse il DVD intitolato The Principles and Practices of The Berzerker. La durata complessiva del DVD è di oltre 4 ore, e consiste in una ripresa montata in modo professionale dello show, un'altra basata su materiale da bootleg, riprese del backstage, rehearsal del gruppo e riprese dei viaggi durante il tour. Sono presenti anche le riprese del making-of dei due album (con inclusi i vari incidenti di percorso), interviste ai membri della band, un video sulla creazione delle maschere e delle reinterpretazioni degli album e i contributi dei fan, fra cui uno di essi che si è fatto tatuare il drago (logo della band) sulla schiena. Il DVD è stato indicato da Kerrang! come fondamentale per chiunque voglia fondare una band metal.
Il DVD ha portato con sé un grande cambiamento per la band: per la prima volta sono stati resi pubblici i volti dei membri della band. Da qui in poi, è stata presa la decisione di abbandonare le maschere.

### World of Lies (2005-2006)
Con l'uscita del chitarrista Matt Wilcock e del batterista Gary Thomas, i The Berzerker decisero di registrare il terzo album World of Lies con la stessa formazione del debutto. L'album, pubblicato nel 2006 e registrato in appena una settimana, venne accolto positivamente dai critici musicali, tanto che alcuni lo considerano ancora oggi il loro lavoro più riuscito. World of Lies è inoltre l'unico album della band in cui non è stata usata la drum machine.

### Animosity (2007-2008)
Dopo l'uscita di un EP, il 12 Febbraio del 2007 i The Berzerker pubblicarono il loro quarto album Animosity. Nell'album venne di nuovo utilizzata la drum machine, che era stata abbandonata nel precedente World of Lies. Dell'album venne pubblicata anche un'edizione limitata, contenente oltre all'album una registrazione del concerto del 16 Dicembre 2006 a Londra, un best of e alcune cover dei Morbid Angel e dei Carcass.

### The Reawakening (2008-2009)
Poco dopo la pubblicazione di Animosity, i The Berzerker lasciarono la Earache Records e fondarono la loro etichetta personale, chiamata "Berzerker Industries". Tramite l'etichetta venne pubblicato l'album The Reawakening, distribuito esclusivamente sul sito web della band. Poco dopo iniziarono un lungo tour, durante il quale suonarono con alcuni gruppi famosi del Metal estremo, tra cui gli Zonaria e i Satyricon.

### Lo scioglimento (2009-2010)
Al termine del tour la band smise di suonare dal vivo e di pubblicare aggiornamenti sul suo sito e sulla sua pagina MySpace. Nonostante inizialmente si pensava che fossero semplicemente in pausa, nel 2010 decisero di sciogliersi dopo un live finale a Melbourne. Poco dopo il gruppo chiuse il suo sito web, e il leader Luke Kenny abbandonó la scena musicale diventando fotografo per una rivista, dichiarando di aver perso interesse verso il gruppo. Al riguardo, nel 2011 l'altro membro Sam Bean ha dichiarato che il gruppo è in una pausa indefinita e che potrebbe tornare in attività in futuro, senza però confermare il tutto.

## Formazione

### Ultima
- Luke Kenny - voce
- Todd Hansen - batteria
- Jason V - chitarra

### Ex componenti
- Sam Bean aka. "Toby" - basso, voce
- Mark - (Live) Basso
- Gary Thomas - batteria

### Membri Turnisti
- Matt Wilcock - chitarra
- Dave Gray - batteria

## Discografia

### Album in studio
- 2000 – The Berzerker
- 2002 – Dissimulate
- 2005 – World of Lies
- 2007 – Animosity
- 2008 – The Reawakening

### Album dal vivo
- 2010 – Live in London

### EP
- 1995 – Archie Campbell
- 1996 – No?
- 1998 – Inextricable Zenith
- 2000 – Broken
- 2006 – Animosity
- 2008 – The Reawakening

### Demo
- 2000 – Demo's 1998

## Videografia
- The Principles and Practices of The Berzerker (DVD) (2004)